# منطقة الشهوة الجنسية
مناطق الشهوة الجنسية أو المناطق الحساسة جنسيا وهي مناطق في الجسم البشري تتميز بحساسية عالية لمستقبلات الإثارة، والتي قد تؤدي إلى توليد الإثارة الجنسية. تختلف مناطق الشهوة الجنسية من فرد لآخر إلا أن المناطق الجنسية تتوزع بشكل عام عند معظم الأفراد وتختلف درجات الإثارة فيها حسب كل شخص في المناطق التي تتضمن القضيب، الخصيتين، الشرج، الشفتين، بظر، الحلمة أو الأثداء.